# Matthew Koma
Matthew Koma, född Matthew Bair den 2 juni 1987 i Seaford i Nassau County på Long Island i New York, är en amerikansk musiker och singer-songwriter. Han har bland annat samarbetat med artister och DJ:s som Hardwell, Zedd, Sebastian Ingrosso, Alesso, Miriam Bryant, Tiësto och Ryan Tedder.
Koma är sedan 2019 gift med skådespelerskan Hilary Duff som han varit tillsammans med sedan 2017. Tillsammans har paret de två döttrarna Banks Violet född 2018 och Mae James född 2021. Duff har sedan tidigare sonen Luca Cruz född 2012.

## Diskografi
EPs
- 2012 – Parachute [5]
- 2013 – The Cherrytree Sessions

Singlar
- 2012 – "Parachute"
- 2013 – "One Night"
- 2015 – "So Fuckin' Romantic"
- 2015 – "Emotional" (med Flux Pavilion)
- 2015 – "I Wish (My Taylor Swift)" (med The Knocks)
- 2016 – "Kisses Back"
- 2017 – "Hard to Love"
- 2017 – "Dear Ana" (med Jai Wolf)